# アカザエビ
アカザエビ（藜海老 Metanephrops japonicus）は、エビ目（十脚目）・ザリガニ下目・アカザエビ科に分類されるエビの一種。日本近海の深海に生息する海生ザリガニ類で、食用に漁獲される。
鋏脚が細長いことから料理店などでは「テナガエビ」とも呼ばれるが、標準和名のテナガエビは汽水・淡水生の全く別のエビを指す。方言でも、例えば長崎弁でアカザエビとテナガエビの双方に共通して「だくま」という名があてられている。

## 特徴
全長25cm。全身が非常に硬い殻に覆われる。複眼は黒い球形で、額角と複眼の横には鋭い棘がある。鋏脚は長くがっしりしているが、歩脚はあまり強靭ではない。腹部には背中側中央に出っ張った線があり、両脇に複雑な彫刻のような模様がある。体色は全身が橙色-ピンク色で、植物のアカザを思わせることからこの和名がある。
千葉県沖から日向灘にかけての太平洋沿岸域に分布し、水深200-400mほどの深海砂泥底に生息する。深海動物だが日本近海だけに分布する固有種で、"Japanese lobster"という英名もある。
繁殖期は秋で、交尾後にメスは2-3mmほどの卵を400-1500個ほど産卵し、腹肢に抱えて孵化するまで保護する。孵化した子供は既に親と同じ体型をしている。
冬から春にかけて籠漁などで漁獲され、食用にされる。殻が硬く棘も多いが美味で、塩茹でや味噌汁などの和風料理の他、ロブスターと同様にローストやパエリア、スキャンピなど洋風料理にも用いられる。

## 近縁種
アカザエビ属 Metanephrops は熱帯・温帯の深海から多くの種類が知られる。これらもアカザエビと同様食用に漁獲される。
サガミアカザエビ Metanephrops sagamiensis (Parisi, 1917)
体長18cmほど。アカザエビよりやや小型で、鋏脚の先が白い。相模湾以西の本州・四国太平洋岸と九州周辺海域に分布する。生息数の詳細は不明だが、九州ではアカザエビよりも多く漁獲される。
ミナミアカザエビ M. thomsoni (Bate, 1888)
体長15cmほど。アカザエビによく似ているが小型で、鋏脚に赤の横しま模様が4本入る。土佐湾以西の太平洋沿岸、日本海の山陰沖・黄海・東シナ海を経てフィリピン沿岸まで分布する。水深200m前後の砂泥底に生息する。
ニュージーランドアカザエビ M. challengeri Balss, 1914
ニュージーランド沿岸に分布する。
ヨーロッパアカザエビ